# Spathoglottis gracilis
Spathoglottis gracilis är en orkidéart som beskrevs av Robert Allen Rolfe och Joseph Dalton Hooker. Spathoglottis gracilis ingår i släktet Spathoglottis och familjen orkidéer. Inga underarter finns listade i Catalogue of Life.